# Murdannia nudiflora
Murdannia nudiflora är en himmelsblomsväxtart som först beskrevs av Carl von Linné, och fick sitt nu gällande namn av John Patrick Micklethwait Brenan. Murdannia nudiflora ingår i släktet Murdannia och familjen himmelsblomsväxter. Inga underarter finns listade.

## Bildgalleri

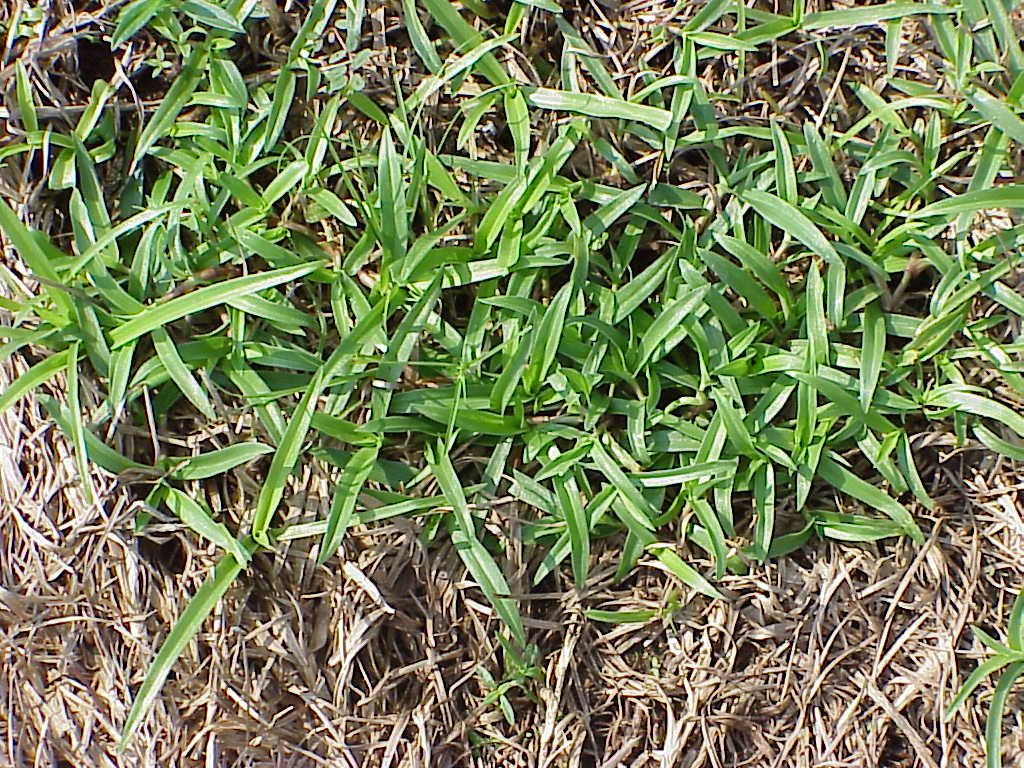
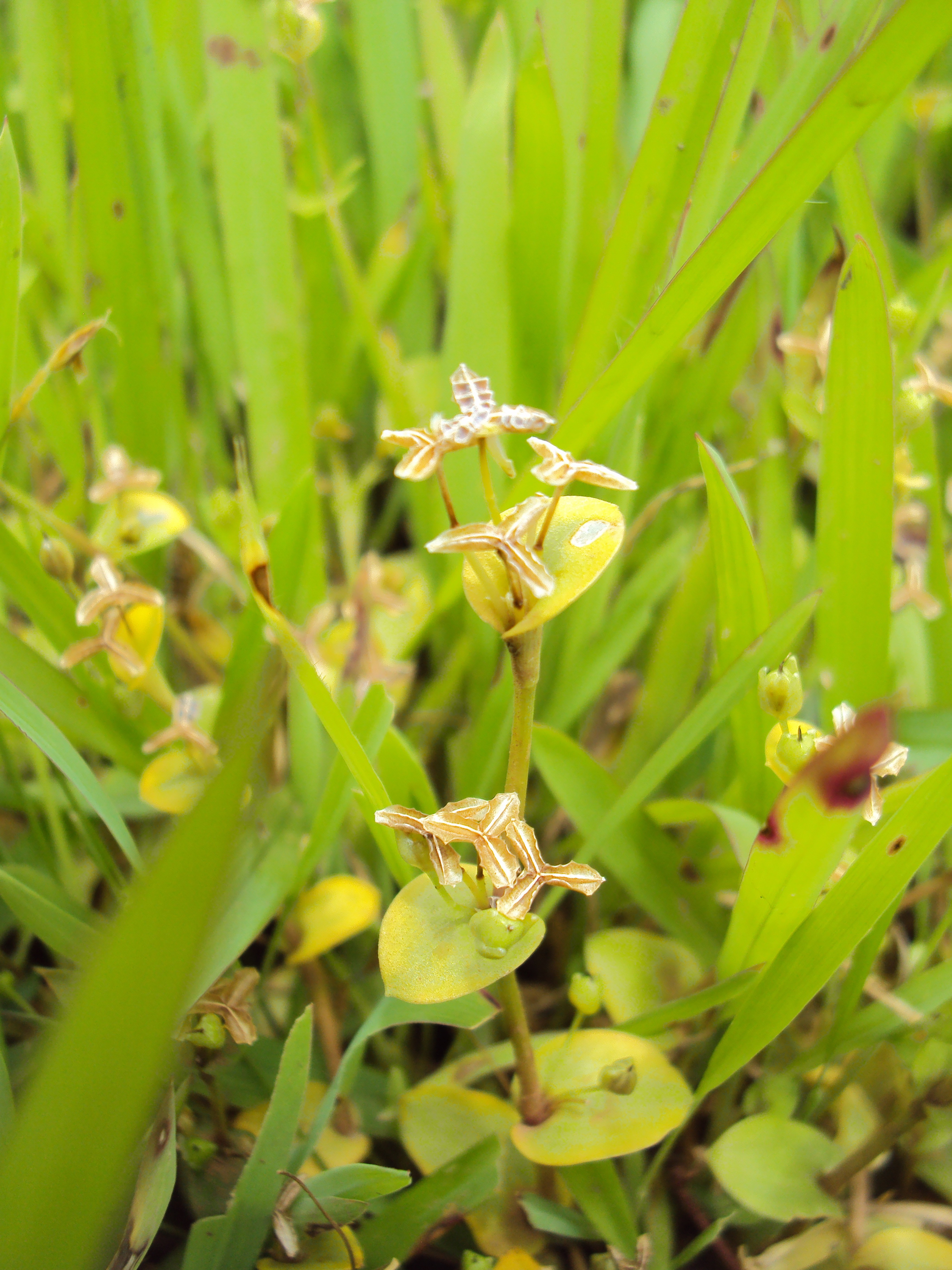
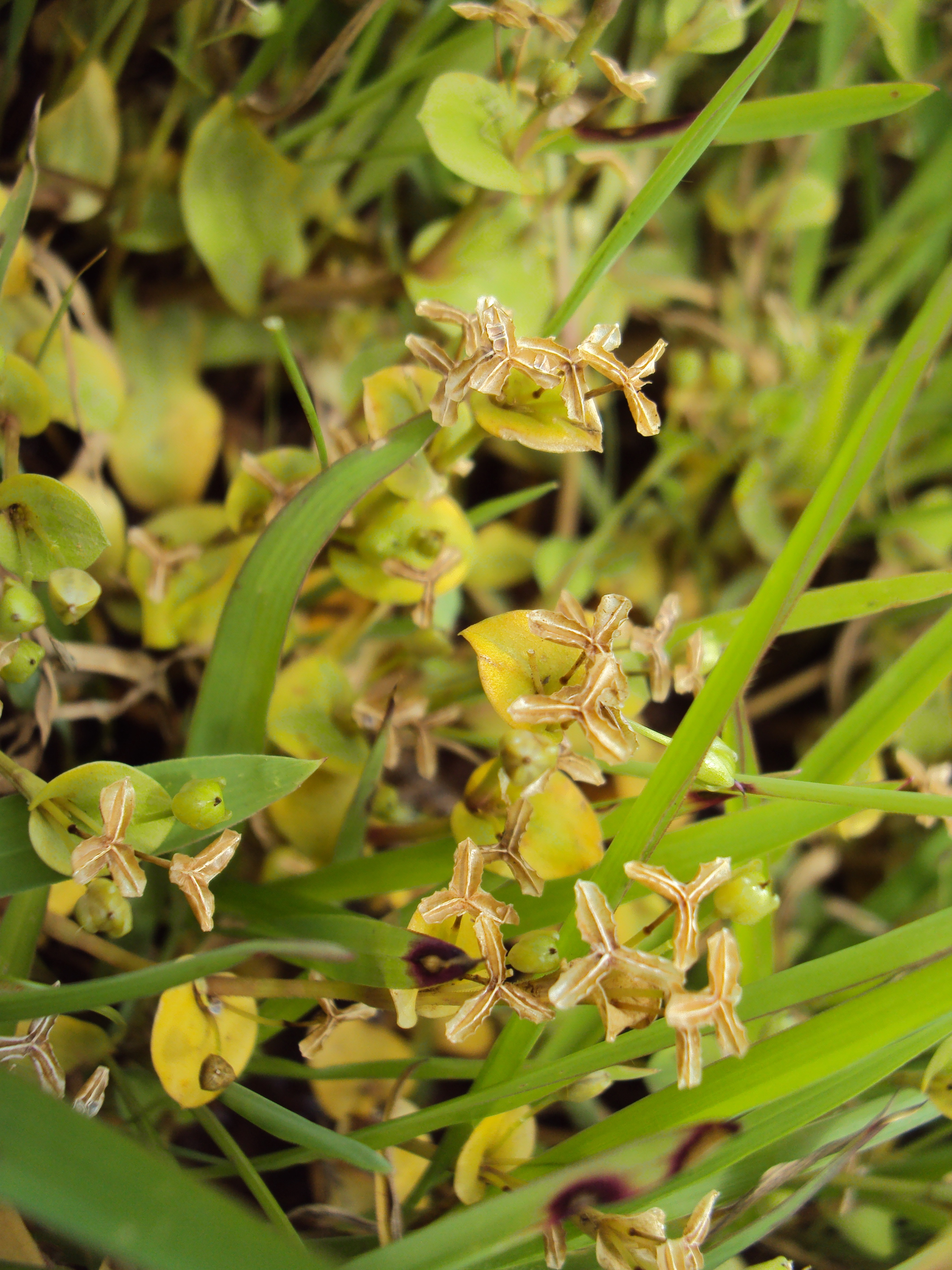
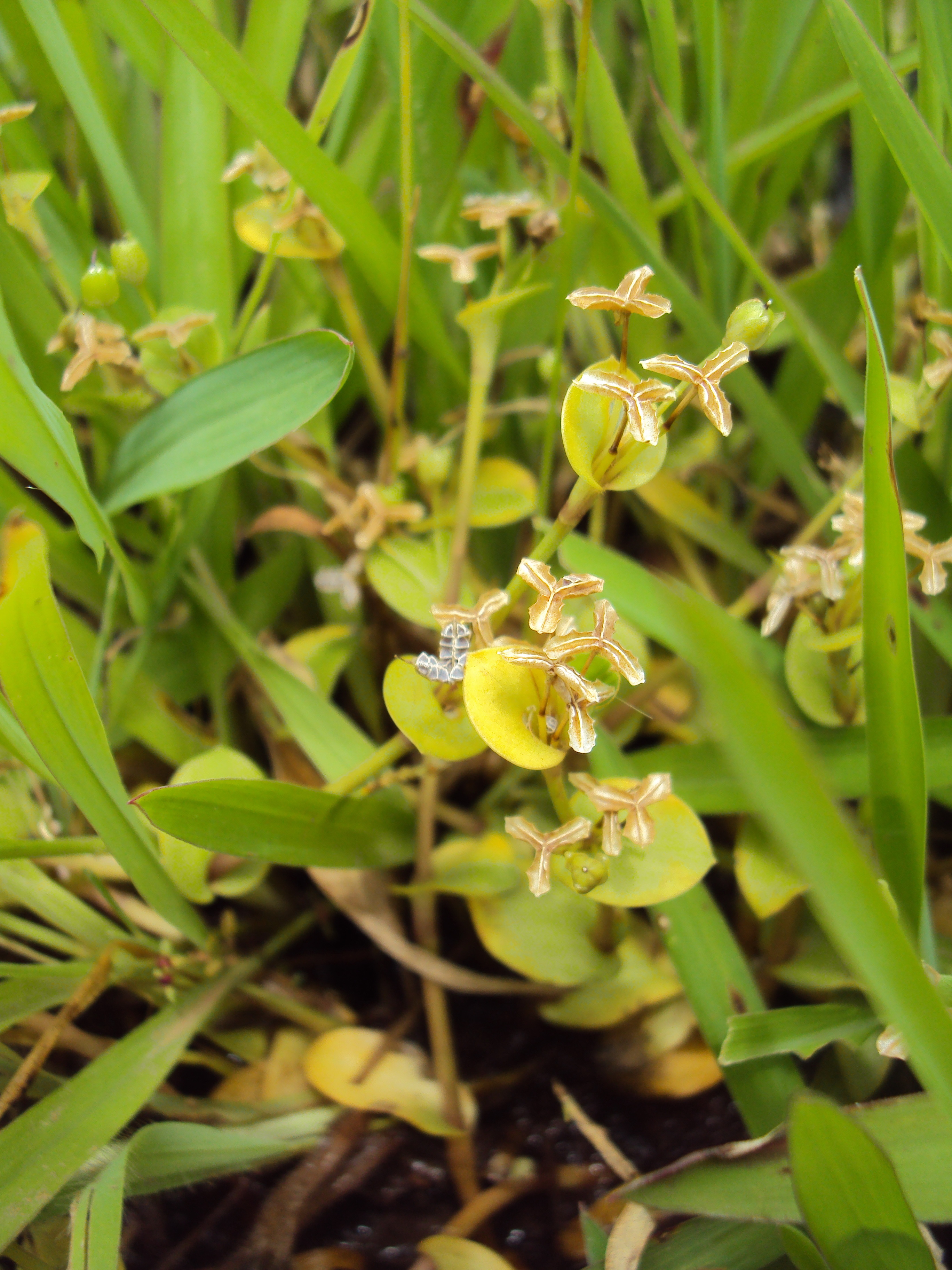
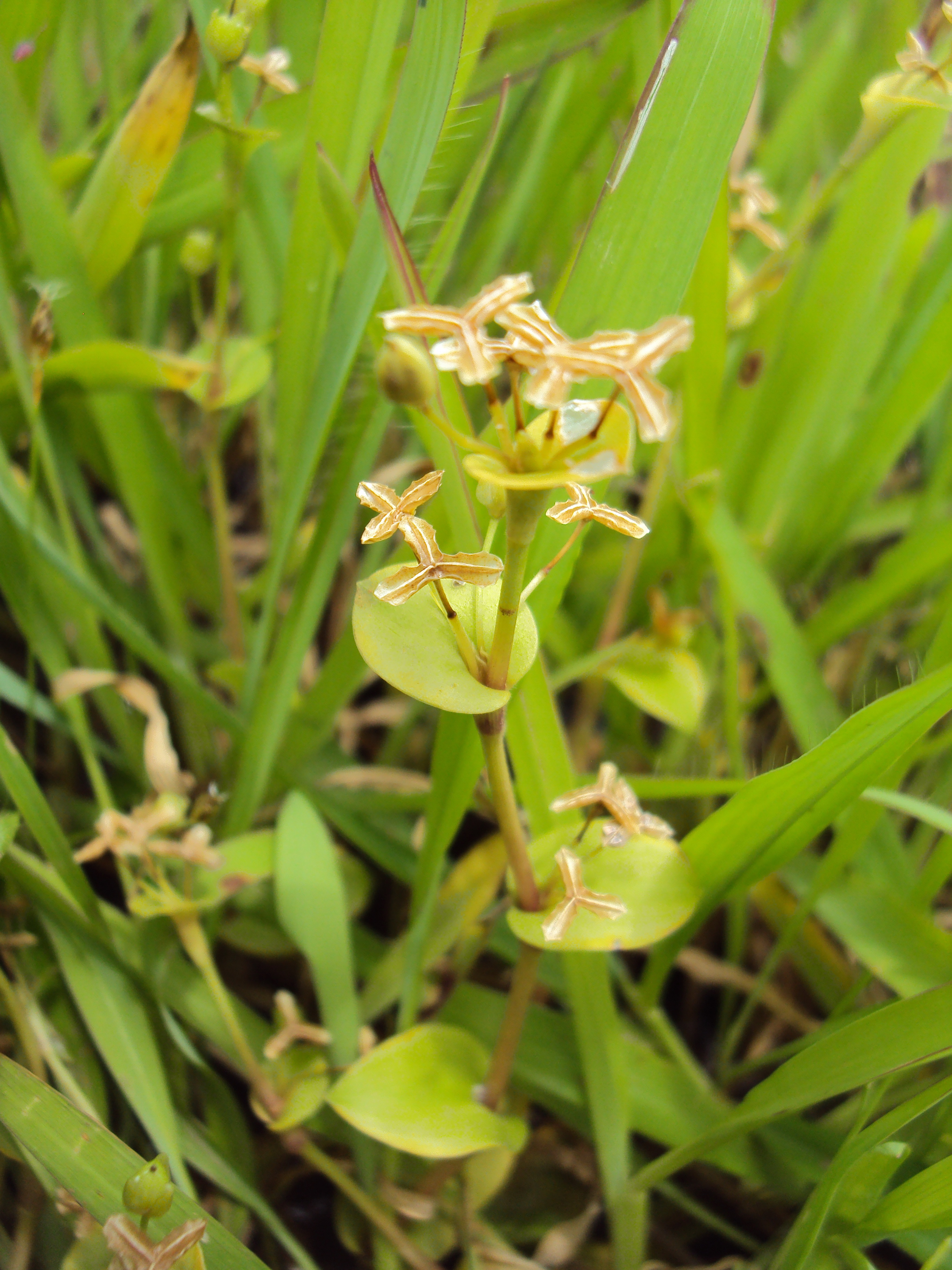
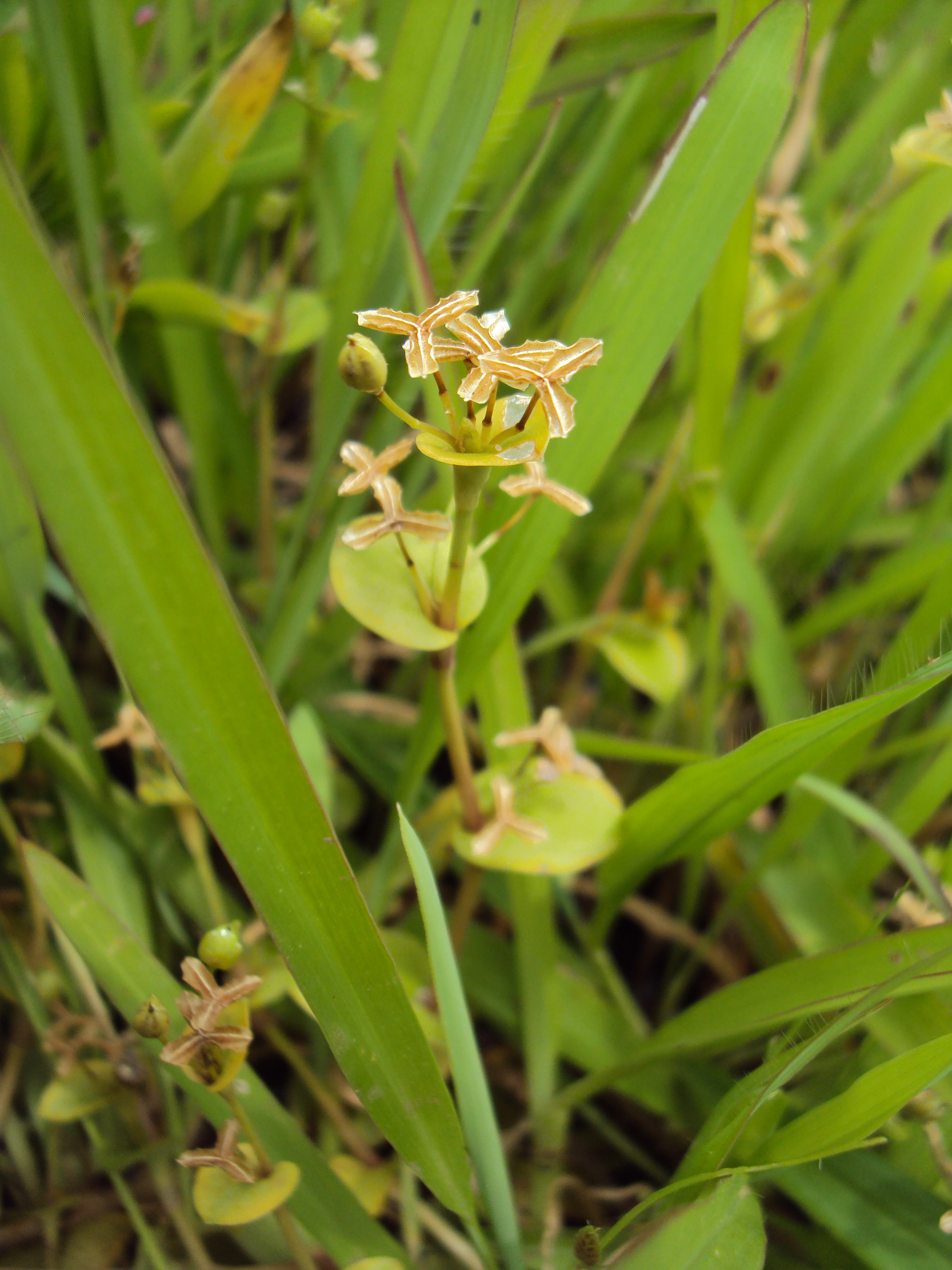